# Dajrut
Dajrut (arab. ‏ديروط‎, kopt. ⲧⲉⲣⲱⲧ Dayrūţ) – miasto w Egipcie w muhafazie Asjut, na zachodnim brzegu Nilu.